# Parafia Ścięcia św. Jana Chrzciciela w Samborze
Parafia Ścięcia św. Jana Chrzciciela w Samborze – parafia znajdująca się w archidiecezji lwowskiej w dekanacie samborskim, na Ukrainie.

## Historia
Parafię erygowano w XIV w. W czasach ZSRR parafia działała legalnie, choć nie bez przeszkód. W 1948 roku władze radzieckie zamknęły kościół oo. Bernardynów, ale kościół parafialny pozostał czynny. W 1952 roku proboszcz ks. Michał Ziajka wyjechał do Polski. W latach 1952–1961 do Sambora kapłani dojeżdżali, początkowo redemptoryści z Mościsk, a następnie raz miesiącu ks. Jan Szetela z Nowego Miasta. Od 1961 roku w Samborze proboszczami byli ks. Józef Pawilonis, a następnie ks. Kazimierz Mączyński, który obsługiwał również parafie w Mościskach i do św. Antoniego we Lwowie. Od 1990 roku opiekę duszpasterską nad parafią sprawują księża zmartwychwstańcy. 
Proboszczowie parafii:
1867–1909. ks. Jan Dornwald
1909–1910. ks. Gerard Kielar (administrator).
1910–1918. ks. Ludwik Bikowski.
1918–1920. ks. Julian Beck (administrator).
1920. ks. Józef Watulewicz.
1920. ks. Bartłomiej Krukar (administrator).
1920–1930. ks. Wojciech Szafrański.
1930–1952. ks. Michał Ziajka.
1961–1964. ks. Józef Pawilonis.
1964–1990. ks. Kazimierz Mączyński
1990–2024. ks. Andrzej Kurek CR
2024– nadal ks. Jarosław Płaza CR.

## Franciszkanki Maryi
Na terenie parafii od 1901 miały swój klasztor, a od 1904 także kaplicę, siostry Franciszkanki Rodziny Maryi, które prowadziły dom dziecka, internat i przedszkole dla 70 dzieci (w czasie II wojny światowej dla 100). W 1945 siostry musiały opuścić Sambor, powróciły w 1990, kontynuując swoje dzieło.

## Kaplice filialne
- Czukiew
- Dublany
- Kornalowice
- Radłowice